# Jaroslav Herout
Jaroslav Herout (2. dubna 1928, Kutná Hora – 29. května 2015, Praha) byl český památkář a historik umění, působící v odborné organizaci státní památkové péče. Široké veřejnosti je známý především důkladnými a srozumitelnými publikacemi, seznamujícími zejména s typologií, genezí, tvaroslovím a terminologií historických staveb.

## Vzdělání
V letech 1946–1952 vystudoval obory dějiny umění a klasická archeologie na Filosofické fakultě Univerzity Karlovy v Praze, kdy byli jeho učiteli Jan Květ, Jaroslav Pešina a Václav Mencl. Titul PhDr. obdržel v roce 1952 po obhajobě rigorózní práce Vývoj gotického domu v Čechách.

## Profesní dráha
Směr jeho studia i pozdější profesní dráhy ovlivnilo prostředí historické Kutné Hory, ale také vzor předchůdce a vzdáleného příbuzného prof. Josefa Braniše.
Václav Mencl jej záhy přivedl k publikační činnosti (první Heroutův článek věnovaný pozůstatkům středověkého opevnění Kutné Hory a jejímu půdorysu vyšel již v roce 1949).
V roce 1954 (po absolvování základní vojenské služby) nastoupil do odboru kultury Rady Krajského národního výboru v Pardubicích. Zde byl pověřen fotografickou a dokumentační službou. Od 1. ledna 1955 působil v Oblastní správě státního kulturního majetku. Tehdy se pracovně setkával s arch. Břetislavem Štormem, od kterého načerpal další znalosti.
Od začátku roku 1959 byl nucen zaměstnání vícekráte měnit. Ve Státním ústavu památkové péče a ochrany přírody krátce zastupoval nemocnou pracovnici ve sbírce fotografií. Z odborného hlediska byla přínosná i několikaměsíční brigáda při stavebně-historických průzkumech, vedených dr. Dobroslavem Líbalem. Od srpna 1959 byl zařazen do koordinační komise pro kulturní využití státních hradů a zámků.
Ve Státním ústavu památkové péče a ochrany přírody byl začleněn do oddělení státního seznamu kulturních památek (později Ústřední seznam kulturních památek).
V té době přes značné pracovní nároky sepsal i několik publikací o zpřístupněných hradech a zámcích (Mnichovo Hradiště, Kunětická hora, Slatiňany, Lichnice, Košumberk). Hlavním výsledkem jeho autorské práce byla publikace Staletí kolem nás (1. vydání v roce 1961), následovaná později rovněž velmi vyhledávaným Slabikářem návštěvníků památek (1. vydání v roce 1978).
Do důchodu odešel 3. října 1988.
V roce 2000 byl oceněn Cenou Ministerstva kultury za památkovou péči.

## Pedagogická činnost
Jaroslav Herout si uvědomoval důležitost srozumitelného oslovení zejména mladé generace. Snažil se jí prostředkovat informace řadou populárních publikací. Pro mladé ochránce památek připravoval jednak příručky uvedené v bibliografii, jednak pro zamýšlené Hlídky mladých ochránců památek v časopisu ABC občasník Barbakán.

## Členství ve výborech, komisích, odborných radách
- Komise ministerstva kultury ČR pro hodnocení návrhů na prohlášení věci za kulturní památku a pro posouzení žádostí o zrušení zrušení prohlášení věci za kulturní památku
- Archeologický sbor Vocel
- Klub Za starou Prahu
- Společnost přátel starožitností

## Dílo

### Publikační činnost
Heroutovy publikace se vyznačují velmi dobrou přehledností, srozumitelností a vysokou kondenzovaností informací.
- Staletí kolem nás, přehled stavebních slohů, Praha 1961 (další vydání 1963, 1970, 1981, 2002)
- Poznáváme a chráníme poklady minulosti, Šumperk 1966
- Prahou deseti staletí. Přehled stavebních slohů, Praha 1972
- Naše stavební památky, Praha 1975
- Slabikář návštěvníků památek, Praha 1978 (další vydání 1980, 1994, 2000, 2011) - kresby ak. arch. Antonín Kryl
- Naše Praha, Praha 1982 - ve spolupráci s Bohumilem Říhou a Miroslavem Kholem
- Poznáváme stavební slohy, Praha 1985
- Jak poznávat kulturní památky, Praha 1986